# VY Sculptoris
VY Sculptoris är en vit dubbelstjärna och kataklysmisk variabel av VY Sculptoris-typ (NL/VY) i stjärnbilden Bildhuggaren. Den är prototypstjärna för en grupp kataklysmiska variabler av dubbelstjärnor med en het och luminiös vit dvärg, som med oregelbundna intervaller genomgår förmörkelser på ett eller flera magnituder på grund av låg massöverföring. Förmörkelserna kan pågå från några dygn till flera år. Omloppsperioden för dubbelstjärnans komponenter är vanligen 0,12 – 0,18 dygn.
Variabeltypen kallas ibland anti-dvärgnova eftersom stjärnorna företer novalika utbrott, men med rejäla försvagningar av ljusstyrkan, precis som RCB-variablerna, istället för spektakulära utbrott där ljusstyrkan ökar.
VY Sculptoris har visuell magnitud +11,8 och kan vid förmörkelsen bli så pass ljussvag som magnitud +18,6.